# 奧爾堡塔

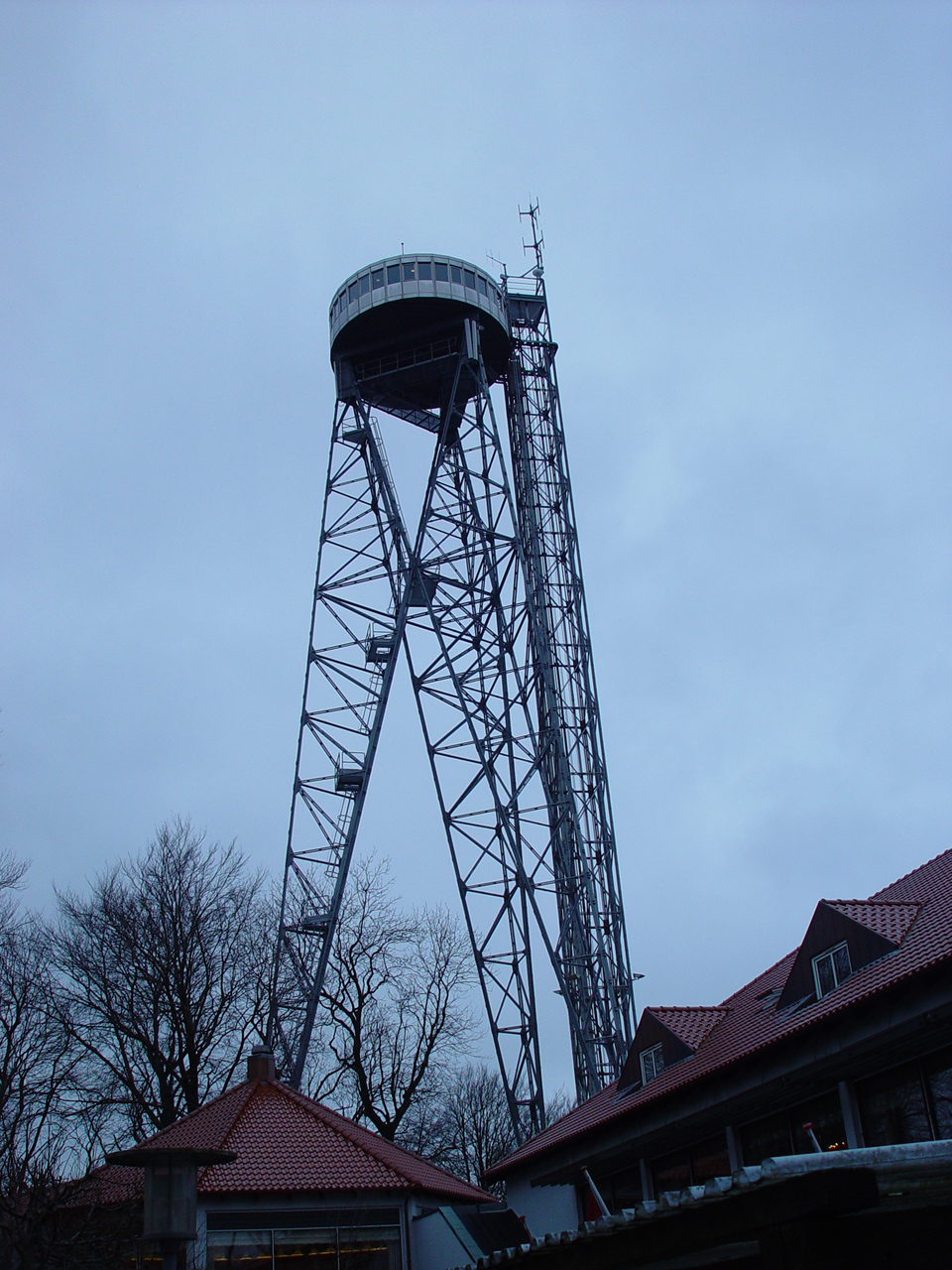

奧爾堡塔（Aalborgtårnet）是位於丹麥城市奧爾堡的一座瞭望塔，高54.9米。奧爾堡塔修建在一座山上，算上山峰高度的話則總高度是105米。塔頂有一個餐廳。奧爾堡塔竣工於1933年。